# Louis Meintjes
Louis Du Buisson Meintjes (* 21. Februar 1992 in Pretoria) ist ein südafrikanischer Radrennfahrer.

## Sportlicher Werdegang
2010 wurde Louis Meintjes zweifacher südafrikanischer Junioren-Meister, im Radrennen und im Einzelzeitfahren. 2011 wurde er jeweils Zweiter der Afrika-Straßenmeisterschaften in Asmara im Einzel- sowie im Mannschaftszeitfahren (mit Herman Fouche, Reinardt Janse van Rensburg und Jacobus Venter) und belegte bei den Straßen-Weltmeisterschaften (U23) Platz 18 im Einzelzeitfahren. 2012 wurde er südafrikanischer U23-Meister im Zeitfahren und Zweiter im Straßenrennen. In der Saison 2013 kam Meintjes als Neoprofi zum Team MTN Qhubeka.
Während der Vuelta a España 2015, die er recht überraschend als Gesamtzehnter beendete, gab er bekannt, einen Zweijahresvertrag beim Team Lampre-Merida unterschrieben zu haben. In Diensten dieser Mannschaft nahm er zum zweiten Mal an der Tour de France teil und wurde dort Achter in der Gesamtwertung. In der Nachwuchswertung belegte er den zweiten Platz hinter Adam Yates, nachdem er einer der Favoriten für diese Wertung gewesen war. Bei der Tour de France 2017 wurde er für das UAE Team Emirates wiederum Gesamtachter.
Nachdem er in den Jahren 2018 bis 2020 für das südafrikanische Team Dimension Data (später NTT Pro Cycling) fuhr und im Jahr 2021 zur Intermarché-Wanty-Gobert Matériaux Mannschaft wechselte, konnte er erst in der Saison 2022 an seine früheren Leistungen anknüpfen, als er bei der Tour de France den achten Platz in der Gesamtwertung erreichte. Den bisher größten Erfolg seiner Karriere erzielte er im Anschluss bei der Vuelta a España 2022, als er die neunte Etappe aus einer Ausreißergruppe heraus als Solist gewann. Nach einer sieglosen Saison gewann Louis Meintjes den vierten Abschnitt der Baskenland-Rundfahrt, die von einem schweren Massensturz im Hauptfeld überschattet wurde. Nachdem das Rennen neutralisiert worden war, erhielt die Ausreißergruppe, in der sich der Südafrikaner befand, die Möglichkeit, um den Etappensieg zu fahren. Im Schlussanstieg setzte sich Meintjes rund zehn Kilometer vor dem Ziel von seinen Begleitern ab und erreichte das Ziel als Solist.

## Erfolge
2010
- Südafrikanischer Meister – Einzelzeitfahren (Junioren)
- Südafrikanischer Meister – Straßenrennen (Junioren)
- Afrikameisterschaft – Einzelzeitfahren (Junioren)
- Afrikameisterschaft – Straßenrennen (Junioren)

2011
- Afrikameisterschaft – Mannschaftszeitfahren
- Afrikameisterschaft – Einzelzeitfahren
- Afrikameisterschaft – Einzelzeitfahren (U23)

2012
- Südafrikanischer Meister – Einzelzeitfahren (U23)

2013
- Südafrikanischer Meister – Einzelzeitfahren (U23)
- Südafrikanischer Meister – Straßenrennen (U23)
- Mannschaftszeitfahren Tour de Korea
- Weltmeisterschaft – Straßenrennen (U23)
- eine Etappe Tour of Rwanda

2014
- Südafrikanischer Meister – Einzelzeitfahren (U23)
- Südafrikanischer Meister – Straßenrennen
- Südafrikanischer Meister – Straßenrennen (U23)
- eine Etappe Mzansi Tour

2015
- Afrikameisterschaft – Mannschaftszeitfahren (mit Nicholas Dlamini, Reinardt Janse van Rensburg und Jay Robert Thomson)
- Afrikameisterschaft – Straßenrennen
- Gesamtwertung und eine Etappe Settimana Internazionale

2022
- eine Etappe Vuelta a España

2024
- eine Etappe Baskenland-Rundfahrt

## Grand-Tour-Platzierungen
| Grand Tour            | 2014 | 2015 | 2016 | 2017 | 2018 | 2019 | 2020 | 2021 | 2022 | 2023 | 2024 | 2025 |
| --------------------- | ---- | ---- | ---- | ---- | ---- | ---- | ---- | ---- | ---- | ---- | ---- | ---- |
| Giro d’ItaliaGiro     | –    | –    | –    | –    | DNF  | –    | 36   | –    | –    | –    | –    | 18   |
| Tour de FranceTour    | –    | DNF  | 8    | 8    | –    | –    | –    | 14   | 7    | DNF  | 20   | –    |
| Vuelta a EspañaVuelta | 55   | 10   | 40   | 12   | 59   | 51   | –    | DNF  | 11   | –    | 28   |      |